# Municipio de Morris (Kansas)
El municipio de Morris (en inglés, Morris Township) es un municipio del condado de Sumner, Kansas, Estados Unidos. Tiene una población estimada, a mediados de 2022, de 21 habitantes.
Abarca una zona exclusivamente rural.

## Geografía
Está ubicado en las coordenadas 37°10′9″N 97°44′51″O / 37.16917, -97.74750. Según la Oficina del Censo, tiene una superficie de 94.49 km², correspondientes en su totalidad a tierra firme.

## Demografía
Según el censo de 2020, en ese momento había 39 personas residiendo en la zona. La densidad de población era de 0.41 hab./km². El 74.36 % de los habitantes eran blancos y el 25.64 % eran de una mezcla de razas. No había hispanos o latinos viviendo en la región.